# (17011) 1999 CC80
A (17011) 1999 CC80 a Naprendszer kisbolygóövében található aszteroida. A LINEAR projekt keretében fedezték fel 1999. február 12-én.